# Google Ads
Google Ads (denominato Google AdWords fino al 24 luglio 2018) è un software che permette di inserire spazi pubblicitari all'interno delle pagine di ricerca di Google. Questi annunci sono visualizzati, fino a quattro, sopra i risultati di ricerca non a pagamento, o sotto i risultati di ricerca e vengono selezionati da un algoritmo che, tra le tante variabili, tiene conto delle parole chiave ricercate dall'utente. Così facendo verranno mostrati annunci pertinenti agli scopi dell'utente, migliorando così anche l'investimento da parte delle aziende che pubblicano tramite questo servizio.
Ads è la principale fonte di remunerazione per il gruppo Google che nel 2013 ha permesso di guadagnare più di 50 miliardi di dollari.

## Caratteristiche delle campagne
Utilizzando un account Google è possibile accedere ad un pannello di controllo dove si possono creare delle campagne pubblicitarie mirate a determinati target di utenza e obiettivi di marketing, grazie ad innumerevoli configurazioni. Il sistema degli annunci si basa sul pay per click (ppc) ovvero sulla formula che richiede un esborso da parte di chi pubblica annunci, solo se l'ad viene effettivamente cliccato da un utente. È possibile anche creare campagne pubblicitarie basate sul cost per mille (CPM) che consente di determinare un costo fisso per mille visualizzazioni (indipendentemente dal numero di click) e negli ultimi anni è stato aggiunto anche un sistema che consente di pianificare il costo in base agli obiettivi prefissati, chiamati conversioni, che possono differire in base alla tipologia del sito.
Gli annunci che possono essere creati sono: annunci di testo, banner e rich-media ad.
Gli annunci di testo sono composti da un titolo di 25 caratteri, una linea che contiene l'indirizzo del sito web pubblicizzato e due linee addizionali di 35 caratteri ognuna.
I banner possono essere interattivi (immagini in movimento), creati seguendo gli standard dello IAB (Interactive Advertising Bureau) e sono posizionati soltanto nella rete display, non nelle pagine del motore di ricerca.
Inoltre per gli annunci dedicati alle attività locali è possibile inserire anche il numero telefonico e indirizzo per contattare direttamente l'azienda o individuarla nelle mappe (utile soprattutto negli annunci indirizzati ai dispositivi mobili).

### Google Partners
Google Partners, originariamente noto come Programma di certificazione di Google AdWords o Certificazione di Google AdWords, è un programma di certificazione di partner di Google AdWords. Per diventare un professionista certificato AdWords, i clienti devono superare l'esame Nozioni di base sugli annunci di Google e uno degli altri esami Advanced AdWords come pubblicità di ricerca, pubblicità display, pubblicità video, pubblicità commerciale, Google Analytics e pubblicità mobile. Dal 16 gennaio 2018, gli esami di certificazione sono passati da Google Partners a Google Academy for Ads.
Ha sostituito Google Advertising Professionals nell'aprile 2010, con aggiornamenti che vanno dai criteri modificati per le iscrizioni e le modifiche ai requisiti dell'esame. Il programma continua a certificare i consulenti per aiutare il numero crescente di clienti di Google AdWords con campagne AdWords. Il programma contiene un esame fondamentale e cinque esami avanzati.
Per essere qualificato individualmente, una persona deve superare gli esami del programma. Le qualifiche AdWords ricevute variano in base agli esami anticipati superati dai singoli partecipanti. I partner di Google devono continuare con le loro migliori pratiche impegnandosi nello sviluppo professionale continuo. Una persona accreditata deve essere certificata (due persone per Google Premier Partners) e deve essere mantenuta una soglia di spesa minima di 10.000 dollari statunitensi in 90 giorni, con una soglia di spesa più elevata per Google Premier Partners.

## Posizionamento
Gli annunci possono essere visualizzati in due canali: le pagine del motore di ricerca (solo annunci di testo) e la rete display ovvero tutti i siti web che utilizzano Google AdSense per creare una remunerazione (gestita in collegamento con Ads). I proprietari di questi siti, iscrivendosi ad Adsense, possono inserire un codice speciale che visualizzerà nelle proprie pagine web annunci pertinenti ai contenuti in formato testuale o grafico. Inoltre è disponibile un altro strumento che permette di inserire un motore di ricerca (strumento di Google) sul sito di proprietà, dando la possibilità agli utenti di eseguire le ricerche sul Web; consentendo al gestore del sito di guadagnare tramite gli annunci di testo pubblicati nella pagina dei risultati di ricerca.
I publisher che utilizzano AdSense per i contenuti (pubblicando annunci in corrispondenza di contenuti web) percepiscono il 68% del costo pagato dagli inserzionisti. Mentre dove viene usato AdSense per la ricerca (motore di ricerca interno al sito) il guadagno è del 51%.

## Norme e restrizioni
Per garantire il massimo rispetto delle leggi internazionali e per salvaguardare la sicurezza degli utenti, ciascun annuncio viene verificato secondo le norme redatte sui contenuti, sulla privacy e altri argomenti utili a promuovere un'esperienza per l'utente vantaggiosa.

### Contenuti
Su Google Ads non è possibile pubblicizzare qualsiasi tipo di prodotto o servizio. Sono esclusi annunci che riguardano alcool e tabacchi, come il sesso e le armi; infine sono vietati in assoluto tutti gli argomenti relativi ad attività o oggetti illegali.
Esistono anche delle limitazioni in base alla nazione in cui si desidera pubblicare gli annunci.

### Privacy e trasparenza
La pubblicità deve osservare con attenzione le regole sulla privacy e la trasparenza, questo significa che gli utenti devono essere in grado di riconoscere facilmente cosa offre un annuncio e chi lo pubblica. Inoltre tutti gli inserzionisti devono seguire gli standard per il trattamento dei dati relativi a divulgazione, scelta, responsabilità e vantaggi per gli utenti.

### Copyright e marchi
I prodotti e i servizi pubblicizzati devono rispettare i regolamenti sul copyright e il diritto d'autore. Le norme spesso sono più restrittive di quelle vigenti nel Paese dell'inserzionista così da offrire servizi legali per tutti gli utenti. Ovviamente sono vietati tutti i prodotti contraffatti.